# M (perfume)
M de Mariah Carey é um perfume Oriental Floral Feminino, lançado em 2007. Foi criado pelos perfumistas Carlos Benaïm e Loc Dong.

## Design/Embalagem
A tampa possui formato semelhante ao de uma borboleta, animal sempre relacionado à imagem da cantora Mariah Carey, e o corpo do frasco remete à flor gardênia, uma das notas olfativas do perfume.
A caixa da embalagem tem uma coloração perolada radiante, com a inicial "M" grafada no centro.
Por fim, a fragrância incita sensações doces e, ao mesmo tempo, sensuais.

## Prêmios
A Fragrance Foundation anunciou o perfume como semifinalista do FiFi Awards 2008, conhecido como o "Oscar da perfumaria". 
M by Mariah Carey ganhou o "Prêmio de Ouro de Melhor Personalidade Feminina" do Oitavo Prêmio de Fragrâncias. A fragrância competiu contra outras 10 finalistas na mesma categoria.

## Versão Gold
Como o perfume foi um sucesso mundial, foi lançada uma nova versão limitada, também criada por Carlos Benaïm e Loc Dong.
Nessa versão, as notas de coração eram gardênia e gardênia do tahiti, e as notas de fundo eram incenso marroquino, âmbar e patchouli. O frasco dessa versão era banhado a ouro, com distribuição de venda restrita apenas para a Grã-Bretanha e Irlanda, em 16 de Março de 2008.